# De Scalden
De Scalden est un cercle artistique d'avant-garde fondé à Anvers (Belgique), actif de 1889 à 1914.

## Histoire
De Scalden (en néerlandais ; en français « Les Scaldes », en référence aux bardes scandinaves) a été institué sous la forme d'une association à l'initiative du médailleur-sculpteur anversois Jules Baetes, avec pour buts d'organiser des expositions mettant en relation les beaux-arts, arts décoratifs et arts appliqués, et surtout de participer à différents carnavals et événements festifs, manifestations publiques qui permettaient de travailler ensemble sur la conception des costumes, des chars et des bannières, non sans humour. Ce cercle accueillit non seulement des peintres, des graveurs et des sculpteurs, mais aussi des architectes, poètes, écrivains, compositeurs, travailleurs de cuir, décorateurs, forgerons, ciseleurs, dessinateurs d'affiches, maîtres verriers, etc., et totalisa plus de 120 membres.
Sur la scène artistique anversoise, De Scalden arrive après Als ik Kan où l'on retrouve des membres en commun.
À compter de 1893 et jusqu'en 1914, De Scalden se lance dans la publication d'ouvrages. D'abord des monographies rendant hommage à un artiste du cercle, puis, à partir de 1896, un annuaire illustré (Jaarboek van de Scalden) comprenant un calendrier, des gravures, des textes inédits, composés par les membres eux-mêmes. Graphiquement, ces publications s'inscrivent à la jonction des mouvements Art nouveau et Arts & Crafts. Le premier ouvrage rendait hommage au musicien Lodewijk Mortelmans à l'occasion de son 2e prix de Rome.
De Scalden a également produit des affiches lithographiées publicisant ses manifestations, qui ont lieu parfois à la salle Verlat (Verlat Zaal).
L'un des membres les plus actifs fut Edmond Van Offel (1871-1959), très impliqué également dans la revue Van Nu en Straks.
La Première Guerre mondiale et l'invasion de la Belgique met fin à De Scalden. En octobre 1914, Baetes, au nom du cercle, fait connaître par le biais de la presse française, son indignation après la destruction de la cathédrale de Reims par les obus allemands.
Une grande partie des archives de ce cercle a disparu.

## Quelques couvertures d'annuaires et gravures

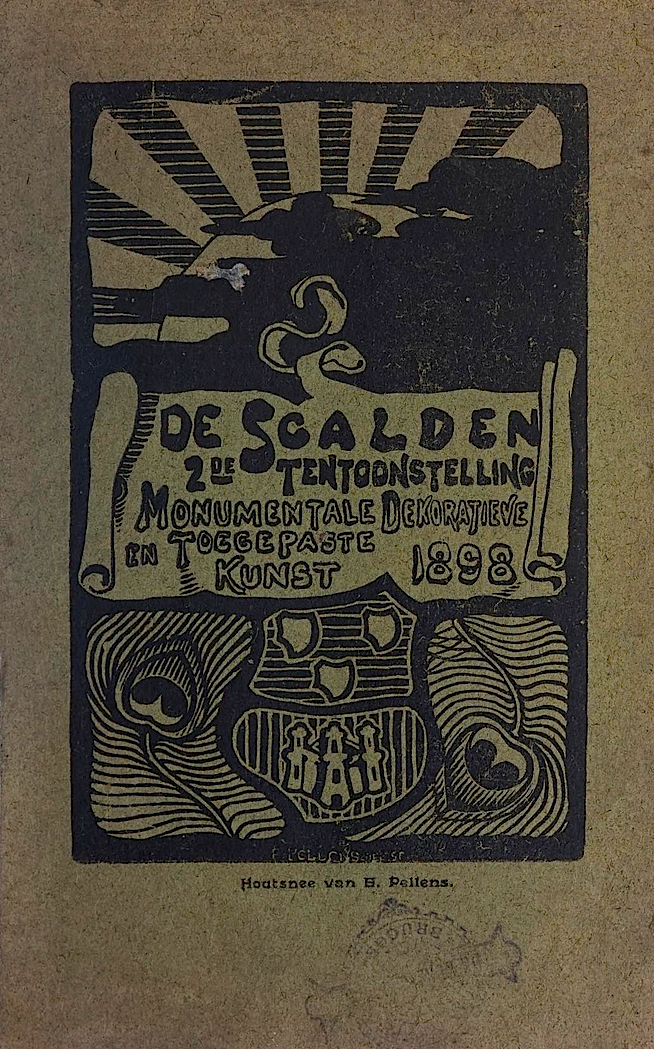
Eduard Pellens : 2de Tentoonstelling Monumentale Dekoratieve en Toegepaste Kunst[7], vol. 1898 (II).
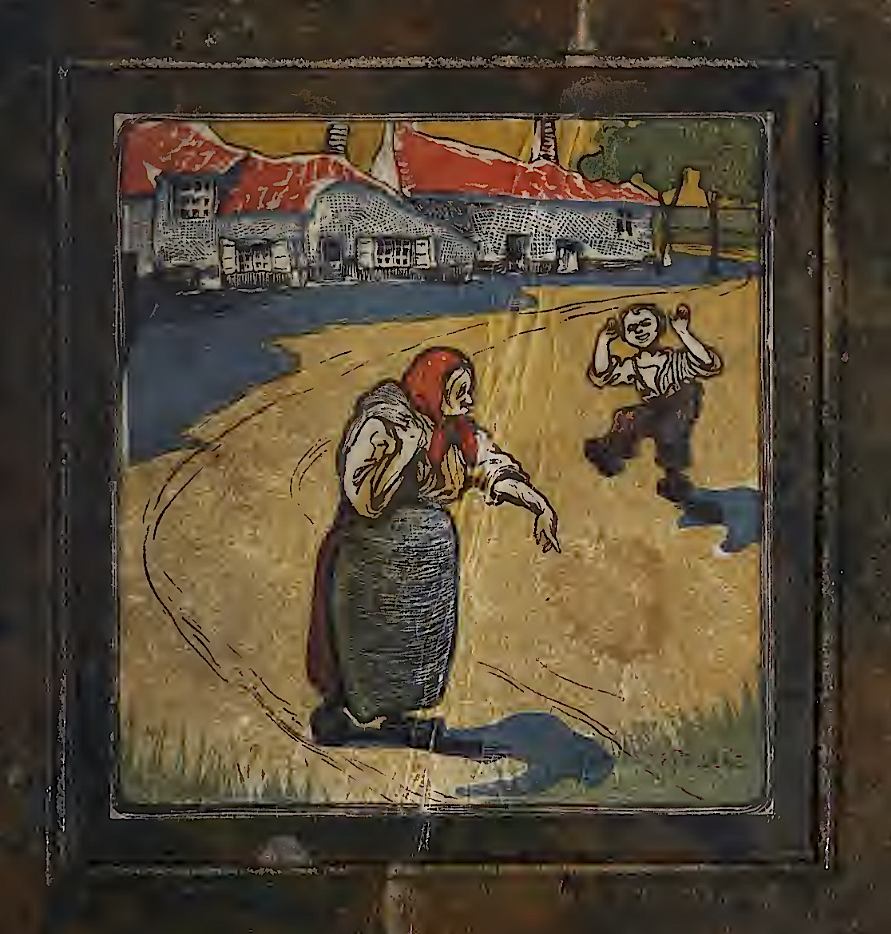
Kindervertelsels[8], dessin d'enfant, vol. 1903 (VII).
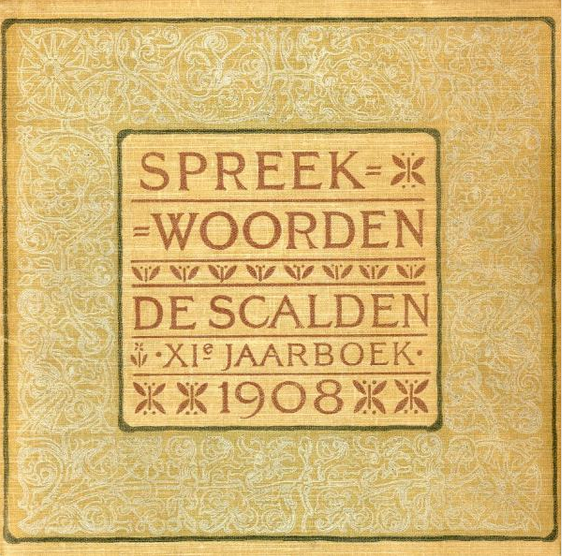
Spreek Woorden[9], vol. 1908 (XI).
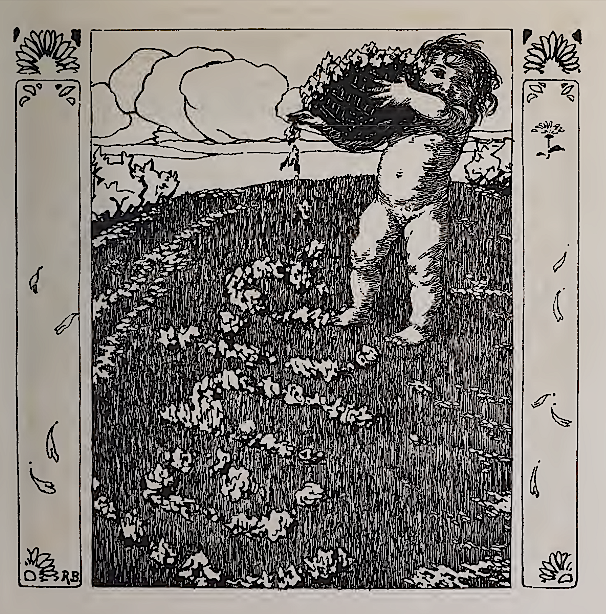
Gravure de René Bosiers (Jaarboek, XV, 1914).